# 李东序
李东序（1954年6月—），男，汉族，山东人，中华人民共和国政治人物，曾任国有重点大型企业监事会主席。